# Hutchinson (Minnesota)
Pour les articles homonymes, voir Hutchinson.
La ville de Hutchinson est située dans le comté de McLeod, dans l’État du Minnesota, aux États-Unis. Sa population s’élevait à 14 178 habitants lors du recensement de 2010. C’est la plus grande ville du comté.

## Histoire
Hutchinson dispose d’un bureau de poste depuis 1856. Elle a été incorporée en 1904.

## Géographie
Selon le Bureau du recensement des États-Unis, la ville s'étend sur 23,36 km2.

## Démographie
D'après les chiffres obtenus lors du recensement de 2010, la ville est peuplée de 14 178 habitants. La densité de population est de 636,5 habitants par kilomètre carré. La population de la ville est composée à 95,4 % de blancs, à 0,9 % d'Afro-Américains, à 0,3 % d'amérindiens et à 3,4 % de personnes d'autres origines.
| 1880 | 1890  | 1900  | 1910  | 1920  | 1930  | 1940  | 1950  | 1960  |
| ---- | ----- | ----- | ----- | ----- | ----- | ----- | ----- | ----- |
| 580  | 1 414 | 2 495 | 2 368 | 3 379 | 3 406 | 3 887 | 4 690 | 6 207 |

| 1970  | 1980  | 1990   | 2000   | 2010   | - | - | - | - |
| ----- | ----- | ------ | ------ | ------ | - | - | - | - |
| 8 031 | 9 244 | 11 523 | 13 080 | 14 178 | - | - | - | - |